# دریاچه سوها
دریاچهٔ سوها یا سوها گولی از جاذبه‌های گردشگری استان اردبیل است که در بخش ویلکیج شهرستان نمین واقع شده اما روستای سوها جدا از دریاچه سوها می‌باشد که در شهرستان نمین واقع شده است. است و با اردبیل ۳۵ کیلومتر فاصله دارد. دلیل نام‌گذاری دریاچه سوها، وجود چشمه‌ها و آب فراوان در اطراف آن است.
این دریاچه یک آبگیر کوچک بر روی سدی به نام سوها در فاصله ۴ کیلومتری شمال شرقی روستایی به همین نام با ۳۵۰ خانوار که به شغل کشاورزی و دامداری مشغول هستند قرار دارد. مردم محلی این ناحیه را سوا هم می‌نامند. روستا سوها در هم‌جواری جنگل فندقلو و چشمه‌های آب طبیعی وجود دارد. سو» در زبان ترکی به معنای «آب» است و سوا یا سوها جمع آب‌ها است

## توجه دادستان اردبیل به وضعیت دریاچه
موضوع اجرای پارک طبیعی جنگلی در دریاچه سوها توسط بخش خصوصی، سبب شده است تا دادستان استان اردبیل به دلیل حساسیت مردم نسبت به احتمال از بین رفتن بافت گیاهی و طبیعی اردبیل واکنش نشان داده و رصد عملکرد دستگاه‌های اداری اردبیل را زیر نظر داشته باشد تا اطمینان از حفظ محیط زیست و فعال محیط زیست برآورده گردد.

## نگارخانه

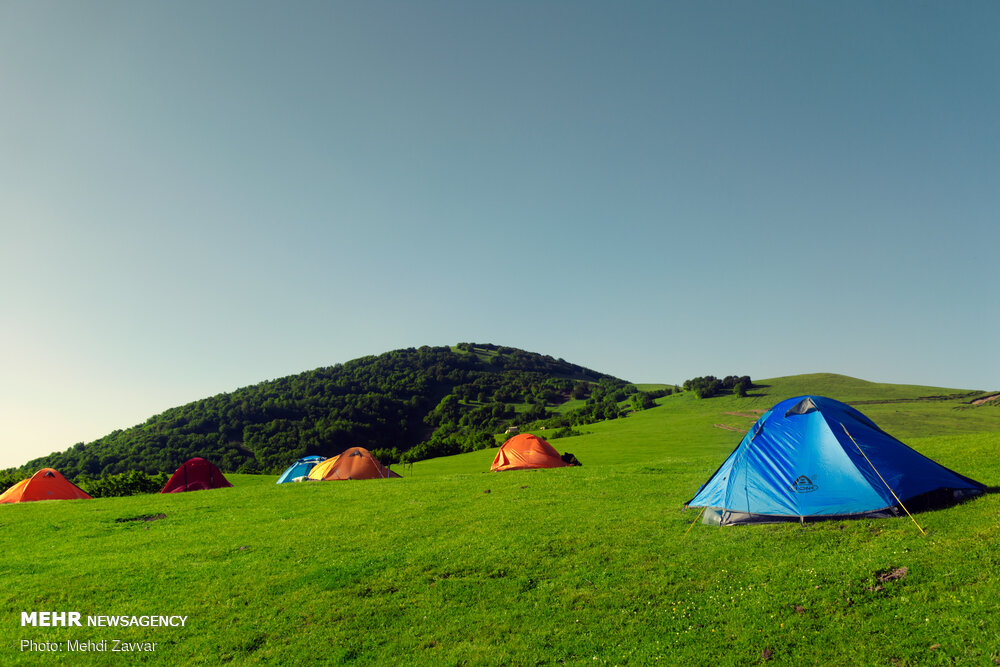
کمپ در دریاچه سوها
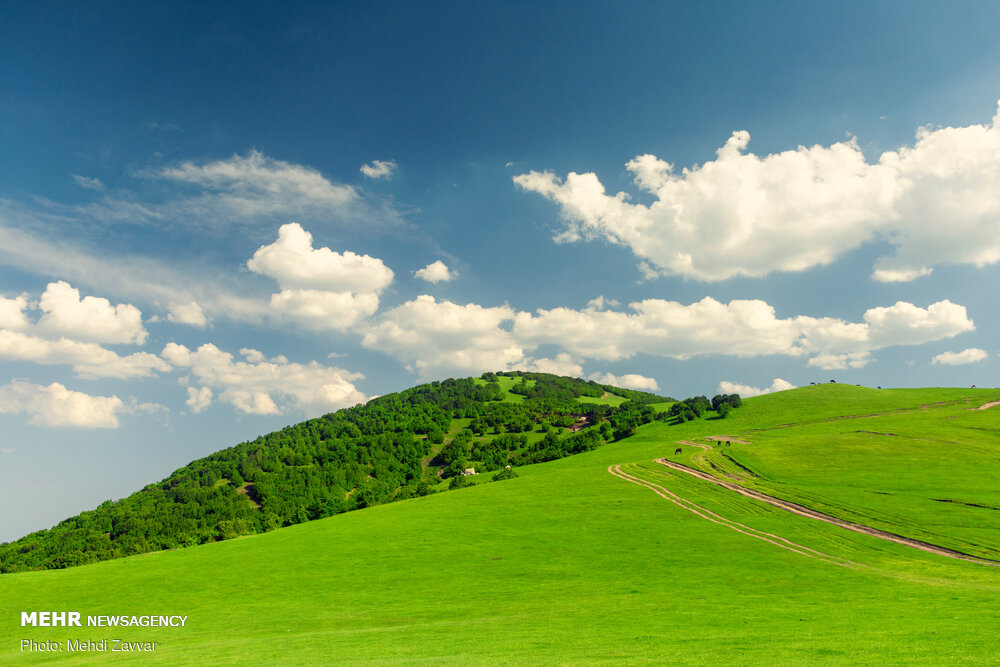
تپه مشرف به دریاچه سوها
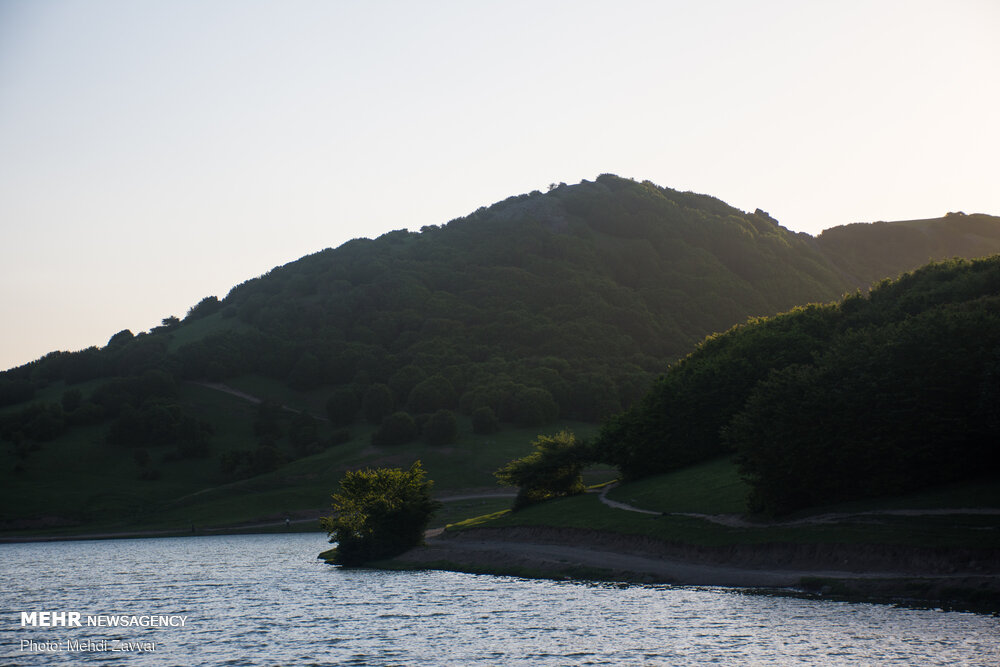
دریاچه سوها در غروب آفتاب